# Kurt Merkel
Kurt Heinz Merkel (geboren 10. März 1934 in Leipzig; gestorben 26. Dezember 2020 in Berlin) war ein deutscher Pädagoge, Hochschullehrer und Diplomat. Er war der letzte DDR-Botschafter in Kuwait. Merkel lebte zuletzt in Berlin.

## Werdegang
Nach der schulischen Ausbildung und dem Ablegen des Abiturs studierte Kurt Merkel 1952–1956 an der Universität Leipzig Germanistik und Pädagogik. Mit dem Staatsexamen in der Tasche arbeitete Merkel erst einmal drei Jahre im Oderbruch als Lehrer, dann ging er ab 1958 als Wissenschaftlicher Assistent zur Pädagogischen Hochschule Potsdam (PH Potsdam). An dieser Einrichtung konnte er im Jahr 1962 auch promovieren (siehe Eigene Veröffentlichungen (Auswahl)).
Danach wurde Kurt Merkel Leiter der deutschen Abteilung der Philologischen Fakultät der Universitas Indonesia in Jakarta.
Im Jahr 1964 kehrte er als wissenschaftlicher Mitarbeiter an die PH Potsdam zurück und blieb dort bis 1966.
Anschließend erhielt Merkel einen Ruf an das DDR-Außenministerium, wo er zuerst politischer Mitarbeiter wurde, ab 1967 avancierte er zum Leiter der Abteilung Kulturelle Auslandsbeziehungen (KAB) und blieb dort bis 1970. Nachfolgend wurde Kurt Merkel Leiter der DDR-Handelsmission auf Zypern, die 1973 infolge der weltweiten Anerkennung der DDR in eine Botschaft umgewandelt wurde.
Von 1976 bis 1980 bekleidete Merkel wieder das Amt des Leiters der KAB in Berlin.
Ab 1981 wurde Kurt Merkel Außerordentlicher und Bevollmächtigter Botschafter auf den Philippinen, in Manila, wo er bis 1986 tätig war.
Am 13. April 1987 begann seine neue Tätigkeit als Außerordentlicher und Bevollmächtigter Botschafter für Kuwait, auf die ihn sein Ministerium bereits zum 1. Juli 1986 berufen hatte. In Kuwait-Stadt löste er Arne Seifert im Amt ab.
Im Zusammenhang mit der deutschen Wiedervereinigung bestand die Hauptaufgabe Merkels in der Auflösung der Botschaft. In dieser Zeit, just am 2. August 1990 erfolgte jedoch der Überfall des Irak auf das Emirat Kuwait, das als Provinz in das Nachbarland eingegliedert werden sollte. So erhielt Merkel den Auftrag, nach Berlin zurückzukehren und für die Offenhaltung der Botschaft und ihre weitere Abwicklung einen Geschäftsträger einzusetzen. Wegen der familiären Situation des dafür vorgesehenen Diplomaten beschloss Merkel, nach der von ihm organisierten Ausreise aller DDR-Bürger und der inzwischen zu deren Schutz aufgenommenen BRD-Bürger mit seiner Frau allein in der Stadt zurückzubleiben. In der Botschaft waren noch ausreichend Lebensmittel und Wasser vorhanden.
Nachdem die irakischen Besatzer jedoch Strom und Wasser abgeschaltet hatten, verließen die Merkels am 1. September 1990 die Botschaft in Richtung der Residenz des BRD-Botschafters. Sie wurden unterwegs festgesetzt und nach Bagdad ausgewiesen. Erst am 11. November 1990 konnte die Familie durch persönliches Engagement von Willy Brandt mit weiteren deutschen Bürgern nach Deutschland ausgeflogen werden.
(Am 3. Oktober 1990 wurde die bisherige DDR-Botschaft in Kulturabteilung der Botschaft der Bundesrepublik Deutschland umbenannt.)
Im Anschluss war Kurt Merkel noch einmal fünf Jahre als Deutschlektor an der University of Kuwait tätig (1992–1997), dann ging er in den Ruhestand.
Kurt Merkel war verheiratet, seine Frau Biruta hatte er beim Pädagogik-Studium kennengelernt. Sie begleitete ihn bei seinen Einsätzen. Das Paar hatte drei Kinder.
Kurt Merkel sprach englisch als Fremdsprache.
Nach kurzer Krankheit verstarb er im Dezember 2020.

## Eigene Veröffentlichungen (Auswahl)
- Der Beitrag Friedrich Wolfs zur proletarisch-revolutionären deutschen Dramatik, Dissertation 1962.
- 20 Jahre Außenpolitik der DDR, Deutsch als Fremdsprache, Die Weltbühne, 6/1969.
- Lebenszeit. Erinnerungen eines Botschafters a.D. Beiträge in der „Blauen Reihe“, Verband für internationale Politik und Völkerrecht. Heft 24, Berlin, 2009.
- Kriege, Krisen und Kultur. Beobachtungen und Analysen. Zusammenfassung von Beiträgen aus den Jahren 1987 bis 2006 in der Zeitschrift Die Weltbühne, und in den Tageszeitungen Neues Deutschland und Junge Welt, Verband für Internationale Politik und Völkerrecht e. V., 72 Seiten